# Щитовский, Янош
Я́нош Щито́вский (венг. Scitovszky János, словац. Ján Scitovský; 6 ноября 1785, Кошицка Бела, королевство Венгрия — 19 октября 1866, Будапешт, Австро-Венгрия) — венгерский кардинал словацкого происхождения. Архиепископ Эстергома и примас Венгрии с 28 сентября 1849 по 19 октября 1866. Кардинал-священник с титулом церкви Санта-Кроче-ин-Джерусалемме с 7 марта 1853.

## Биография
Янош Щитовский родился 6 ноября 1785 года в деревне Кашшабела (венг. Kassabéla), Королевство Венгрия (современная Кошицка Бела (словац. Kosická Belá) в Словакии).
В 1808 году получил степень доктора философии в Пештском Университете. 5 ноября 1809 года рукоположён в священники, назначен ректором и профессором философии и теологии в предсеминарии в городе Рожнио (венг. Rozsnyó), современная Рожнява. В 1813 году получил вторую докторскую степень, по теологии.
28 января 1828 года избран епископом Рожнявы. 25 марта 1828 года рукоположён в сан епископа. В 1839 году переведён на кафедру Печа. 28 сентября 1849 года он назначен архиепископом Эстергома и примасом Венгрии. В то же время вплоть до 1852 года он параллельно исполнял функции апостольского администратора Печа.
На консистории 7 марта 1853 года возведён в кардиналы-священники с титулом церкви Санта-Кроче-ин-Джерусалемме (S. Croce in Gerusalemme) .
Скончался 19 октября 1866 года в Будапеште. Похоронен в эстергомской Базилике Святого Адальберта.